# أيفي لي
أيفي لي (بالإنجليزية: Ivy Lee)‏ هو كاتب وصحفي أمريكي، ولد في 16 يوليو 1877 في كيدرتون في الولايات المتحدة، وتوفي في 9 نوفمبر 1934 في نيويورك في الولايات المتحدة.

## حياته
ولد أيفي لي بالقرب من كيدرتون، جورجيا. هو ابن وزير ميثودي، جيمس وايدمان لي. درست اأيفي لي في جامعة إيموري. كان مراسلاً و صحفي في نيويورك الأمريكية، و نيويورك تايمز، و نيويورك وورلد.
حصل لي على أول وظيفة له في عام 1903 كمدير دعاية لاتحاد المواطنين. كما قام بتأليف كتاب (أفضل إدارة في مدينة نيويورك على الإطلاق).

## تأثيره على العلاقات العامة
ينسب العديد من المؤرخين الفضل إلى أيفي لي في كونه منشئ اتصالات الأزمات الحديثة. كما انه أصبح لي عضوا افتتاحيا في مجلس العلاقات الخارجية في الولايات المتحدة عندما تم تأسيسه في نيويورك عام 1921.
عزز أيفي لي العلاقات الودية مع روسيا السوفيتية. في عام 1926 ، كتب لي رسالة شهيرة إلى رئيس غرفة التجارة الأمريكية قدم فيها حجة مقنعة للحاجة إلى تطبيع العلاقات السياسية والاقتصادية بين الولايات المتحدة والاتحاد السوفيتي.

## التأثير على دراسات الإنتاجية
استشهد خبراء الإنتاجية والمنصات بطريقة أيفي لي لتحسين كفاءة الأفراد في إدارة المهام وإنجاز الأمور، وكانت هذه هي الطريقة التي قيل إن لي علمها تشارلز مايكل شواب وموظفيه.

## وصلات خارجية
- أيفي لي على موقع الموسوعة البريطانية (الإنجليزية)